# Dibër (Albania)
Dibër es un municipio en el condado de Dibër, en el noreste de Albania. Fue creado en 2015 mediante la fusión de los antiguos municipios de Arras, Fushë-Çidhën, Kala e Dodës, Kastriot, Lurë, Luzni, Maqellarë, Melan, Muhurr, Peshkopi, Selishtë, Sllovë, Tomin, Zall-Dardhë y Zall-Reç. El ayuntamiento tiene su sede en la villa de Peshkopi. La población total del municipio es de 61 619 habitantes (censo de 2011), en un área total de 937.88 km². Sus límites coinciden con los del extinto distrito de Dibër.
Esta área rural es fronteriza con la ciudad macedonia de Debar, donde los albaneses son mayoría étnica y la llaman Dibër. Debido a ello, en el Dibër albanés hay una importante minoría de macedonios étnicos.